# 小人ギャラリー

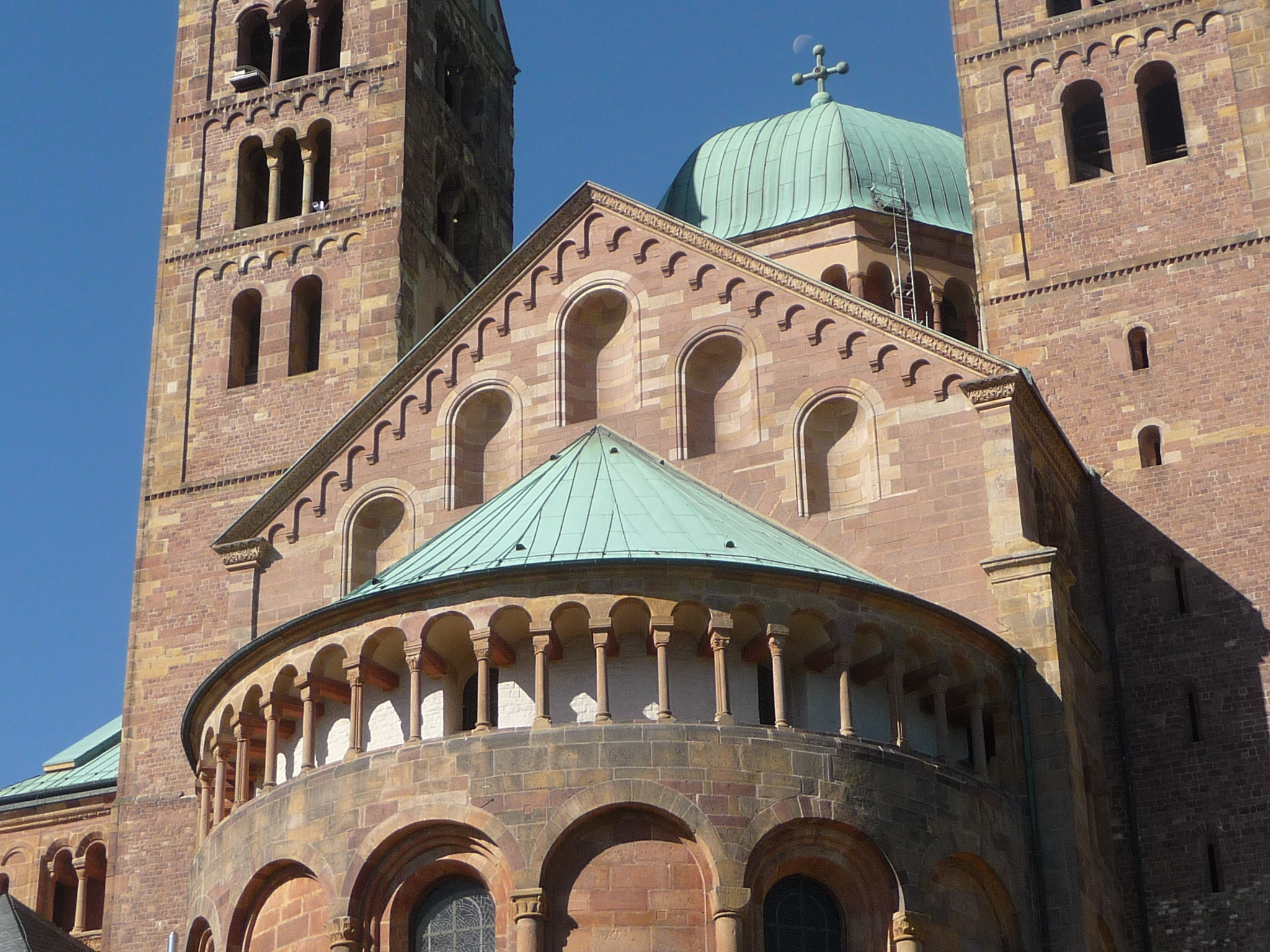
シュパイアー大聖堂の後陣。中央青い屋根の下に並ぶアーチ列が小人ギャラリー。その上の切妻屋根にはロンバルディア帯も見られる。

小人ギャラリー（Zwerggalerie, Dwarf gallery）はロマネスク建築で発生した壁面装飾の一種。建築の文脈においては単にギャラリーとも表記される。
外観はアーチを連続したものであり、内側には通路を持つ。発祥はロンバルディア帯同様イタリアで、ロンバルディア帯の進化系とされる。
シュパイアー大聖堂の後陣に設けられた小人ギャラリーは“one of the most memorable pieces of Romanesque design”（ロマネスク装飾の最高傑作）と評される。